# Roodbuikmonarch
De roodbuikmonarch (Myiagra vanikorensis) is een zangvogel uit de familie Monarchidae (monarchen).

## Verspreiding en leefgebied
Deze soort komt voor in Melanesië op Vanikoro en Fiji en telt vijf ondersoorten:
- M. v. vanikorensis: Vanikoro (Santa Cruz-eilanden in de oostelijke Salomonseilanden).
- M. v. rufiventris: noordelijk, centraal en westelijk Fiji.
- M. v. kandavensis: Beqa, Vatulele en Kadavu (zuidwestelijk Fiji).
- M. v. dorsalis: noordelijke Lau-eilanden en de Moala-eilanden (oostelijk Fiji).
- M. v. townsendi: zuidelijke Lau-eilanden  (zuidoostelijk Fiji).

## Status
De grootte van de populatie is niet gekwantificeerd maar de soort wordt omschreven als zeer algemeen. Op de Rode lijst van de IUCN heeft deze soort de status niet bedreigd.